# Sădinca, Sibiu
Sădinca este un sat în comuna Loamneș din județul Sibiu, Transilvania, România. Se află în partea de vest a județului,  în Podișul Secașelor.

## Lăcașuri de cult
- Schitul Sădinca, construcție din anul 2008[4]. La intrarea în schit este inscripționată pe un perete poezia "Un lung tren ne pare viața" a poetului român Traian Dorz[5].